# Чемпионат СССР по хоккею с шайбой 1963/1964
Восемнадцатый чемпионат СССР по хоккею с шайбой был разыгран с 6 октября 1963 года по 27 апреля 1964 года. Победителем второй раз подряд стал ЦСКА.

## Регламент чемпионата
Федерация хоккея СССР впервые утвердила положение о первенстве страны по хоккею сразу на три года (что, впрочем, не помешало изменить регламент проведения чемпионата уже после первого сезона).

Турнир проходил в двух подгруппах, по одиннадцать команд в каждой, игры проводились в 4 круга. После первого сезона из первой подгруппы выбывали две команды, взамен из второй переходила одна. Таким образом, в следующем сезоне планировалось 10 участников в первой подгруппе и 12 во второй. В дальнейшем предполагалась ротация между подгруппами по две команды. Последняя команда второй подгруппы покидала чемпионат СССР, её место занимал чемпион РСФСР.

Также в положении были обозначены следующие моменты:
- При равенстве очков между претендентами на звание чемпиона они проводят дополнительные игры в три круга (ранее было в один). В остальных случаях будут последовательно сравниваться остальные показатели команд: очки в играх между ними – разница шайб в играх между ними – наибольшее количество побед. В случае равенства этих показателей, если команды претендуют на медали, на переход между подгруппами, или на выбывание из турнира, назначаются дополнительные игры в один круг.
- На матч можно заявить 17 игроков – 2 вратарей и 15 полевых, т.е. к игре допускались не только запасной вратарь, как раньше, но и 2 полевых игрока. По предложению Федерации хоккея СССР, Международная лига хоккея приняла аналогичное решение для своих турниров, начиная с ближайшей олимпиады.
- Перерывы для игр сборной не планировались. В случае, если в сборную вызывалось больше двух игроков клуба, матч этой команды переносился.
- Игрок, после получения второго 10-минутного удаления, автоматически пропускал очередную игру. После первого такого удаления, спортивно-техническая комиссия могла также не допустить игрока к играм после рассмотрения характера совершённого проступка.
- С этого сезона призы для лучших игроков стали вручать вратарю, двум защитника и трём нападающим (ранее приз могли вручить одному защитнику и одному-двум нападающим, или вовсе не определять лучших в какой-либо линии).

## Класс «А». Первая подгруппа
К участию в турнире допустили 11 сильнейших команд прошлого чемпионата страны.

Действующий чемпион, потеряв в первых трёх кругах только 3 очка, задолго до конца первенства обеспечил себе золотые медали. Судьба остальных медалей решилась в последний день, «Спартак» уступил ЦСКА и отстал от серебряного призёра на одно очко. 

После снятия с турнира калининского СКА из подгруппы выбывала только одна команда. Ею стала «Электросталь».
| М  | Команда                 | 1                 | 2                | 3                | 4               | 5               | 6                | 7                 | 8                | 9                | 10                | 11           | И                                                   | В                                                   | Н                                                   | П                                                   | Ш                                                   | О                                                   | Примечания      |
| -- | ----------------------- | ----------------- | ---------------- | ---------------- | --------------- | --------------- | ---------------- | ----------------- | ---------------- | ---------------- | ----------------- | ------------ | --------------------------------------------------- | --------------------------------------------------- | --------------------------------------------------- | --------------------------------------------------- | --------------------------------------------------- | --------------------------------------------------- | --------------- |
|    | ЦСКА                    | -                 | 10:2 4:2 5:2 4:5 | 4:2 9:3 8:4 8:4  | 5:5 4:1 5:4 7:3 | 3:2 9:2 2:4 7:2 | 6:3 8:2 2:0 11:2 | 10:1 13:4 7:1 7:3 | 10:0 1:2 7:4 5:0 | 13:3 6:1 5:1 8:1 | 13:3 5:0 4:3 11:3 | 12:1 5:2 – – | 36                                                  | 32                                                  | 1                                                   | 3                                                   | 246-84                                              | 65                                                  |                 |
|    | «Динамо» Москва         | 2:10 2:4 2:5 5:4  | -                | 4:3 5:7 4:1 3:5  | 3:1 2:6 4:0 3:1 | 3:1 1:2 0:2 5:1 | 5:0 4:2 7:4 5:4  | 8:2 5:3 1:3 2:1   | 7:1 4:2 1:2 5:1  | 5:1 5:5 8:3 3:1  | 6:2 6:2 5:3 13:3  | 3:2 6:2 – –  | 36                                                  | 25                                                  | 1                                                   | 10                                                  | 152-98                                              | 51                                                  |                 |
|    | «Спартак» Москва        | 2:4 3:9 4:8 4:8   | 3:4 7:5 1:4 5:3  | -                | 1:2 5:4 3:1 2:1 | 1:1 5:2 2:3 5:3 | 5:0 2:4 5:2 4:1  | 4:4 5:3 5:0 4:0   | 7:2 1:4 7:6 11:4 | 3:0 9:4 6:1 7:2  | 6:0 9:3 4:3 8:2   | –            | 36                                                  | 24                                                  | 2                                                   | 10                                                  | 165-107                                             | 50                                                  |                 |
| 4  | «Локомотив» Москва      | 5:5 1:4 4:5 3:7   | 1:3 6:2 0:4 1:3  | 2:1 4:5 1:3 1:2  | -               | 6:1 1:3 3:2 4:2 | 2:3 1:1 4:2 6:4  | 2:0 5:3 9:3 9:4   | 2:5 7:3 1:6 2:1  | 5:2 6:3 9:4 4:3  | 4:3 3:4 5:1 6:5   | 4:2 7:2 – –  | 36                                                  | 20                                                  | 2                                                   | 14                                                  | 135-112                                             | 42                                                  |                 |
| 5  | «Химик» Воскресенск     | 2:3 2:9 4:2 2:7   | 1:3 2:1 2:0 1:5  | 1:1 2:5 3:2 3:5  | 1:6 3:1 2:3 2:4 | -               | 0:6 2:0 2:2 2:1  | 0:5 3:2 1:0 4:2   | 3:2 1:1 5:3 5:0  | 3:3 3:2 3:4 8:1  | 6:4 4:3 6:0 6:3   | 4:2 – – –    | 36                                                  | 19                                                  | 4                                                   | 13                                                  | 100-101                                             | 42                                                  |                 |
| 6  | «Торпедо» Горький       | 3:6 2:8 0:2 2:11  | 0:5 2:4 4:7 4:5  | 0:5 4:2 2:5 1:4  | 3:2 1:1 2:4 4:6 | 6:0 0:2 2:2 1:2 | -                | 1:1 2:1 2:3 4:2   | 5:2 2:1 3:1 5:10 | 3:5 5:3 6:1 7:9  | 5:1 1:0 4:1 3:4   | –            | 36                                                  | 13                                                  | 3                                                   | 20                                                  | 101-128                                             | 29                                                  |                 |
| 7  | «Крылья Советов» Москва | 1:10 4:13 1:7 3:7 | 2:8 3:5 3:1 1:2  | 4:4 3:5 0:5 0:4  | 0:2 3:5 3:9 4:9 | 5:0 2:3 0:1 2:4 | 1:1 1:2 3:2 2:4  | -                 | 4:3 1:5 1:0 2:2  | 12:6 9:4 3:0 4:3 | 4:2 9:1 4:4 1:4   | 9:0 3:2 – –  | 36                                                  | 11                                                  | 4                                                   | 21                                                  | 105-147                                             | 26                                                  |                 |
| 8  | СКА Ленинград           | 0:10 2:1 4:7 0:5  | 1:7 2:4 2:1 1:5  | 2:7 4:1 6:7 4:11 | 5:2 3:7 6:1 1:2 | 2:3 1:1 3:5 0:5 | 2:5 1:2 1:3 10:5 | 3:4 5:1 0:1 2:2   | -                | 2:5 2:4 1:2 4:2  | 0:1 1:6 1:1 3:0   | –            | 36                                                  | 9                                                   | 3                                                   | 24                                                  | 87-136                                              | 21                                                  |                 |
| 9  | «Трактор» Челябинск     | 3:13 1:6 1:5 1:8  | 1:5 5:5 3:8 1:3  | 0:3 4:9 1:6 2:7  | 2:5 3:6 4:9 3:4 | 3:3 2:3 4:3 1:8 | 5:3 3:5 1:6 9:7  | 6:12 4:9 0:3 3:4  | 5:2 4:2 2:1 2:4  | -                | 2:0 1:1 4:0 3:5   | 1:1 3:0 – –  | 36                                                  | 8                                                   | 3                                                   | 25                                                  | 99-183                                              | 19                                                  |                 |
| 10 | «Электросталь»          | 3:13 0:5 3:4 3:11 | 2:6 2:6 3:5 3:12 | 0:6 3:9 3:4 2:8  | 3:4 4:3 1:5 5:6 | 4:6 3:4 0:6 3:6 | 1:5 0:1 1:4 4:3  | 2:4 1:9 4:4 4:1   | 1:0 6:1 1:1 0:3  | 0:2 1:1 0:4 5:3  | -                 | –            | 36                                                  | 6                                                   | 3                                                   | 27                                                  | 81-175                                              | 15                                                  |                 |
| 11 | СКА Калинин             | 1:12 2:5 – –      | 2:3 2:6 – –      | –                | 2:4 2:7 – –     | 2:4 – – –       | –                | 0:9 2:3 – –       | –                | 1:1 0:3 – –      | –                 | -            | Команда снята с розыгрыша первенства СССР 7 декабря | Команда снята с розыгрыша первенства СССР 7 декабря | Команда снята с розыгрыша первенства СССР 7 декабря | Команда снята с розыгрыша первенства СССР 7 декабря | Команда снята с розыгрыша первенства СССР 7 декабря | Команда снята с розыгрыша первенства СССР 7 декабря | Дисквалификация |

### Статистика сезона

#### Лучшие бомбардиры
Александр Альметов (ЦСКА) – 40 шайб

Вениамин Александров (ЦСКА) – 39 шайб

Анатолий Фирсов (ЦСКА) – 34 шайбы

Вячеслав Старшинов («Спартак» Москва) – 34 шайбы

Виктор Цыплаков («Локомотив» Москва) – 25 шайб 

Константин Локтев (ЦСКА) – 24 шайбы

Валентин Сенюшкин (ЦСКА) – 22 шайбы

Станислав Петухов («Динамо») – 21 шайба

Валентин Козин («Локомотив» Москва) – 21 шайба

Евгений Грошев («Крылья Советов» Москва) – 21 шайба

### Призы и награды

#### Лучшие игроки сезона (символическая сборная)
| Позиция    | Игроки                                                                                |
| ---------- | ------------------------------------------------------------------------------------- |
| Вратарь    | Виктор Коноваленко («Торпедо»)                                                        |
| Защитники  | Эдуард Иванов (ЦСКА) – Александр Рагулин (ЦСКА)                                       |
| Нападающие | Анатолий Фирсов (ЦСКА) – Вячеслав Старшинов («Спартак») – Виктор Якушев («Локомотив») |

#### Список 34-х лучших
| Позиция    | Игроки |
| ---------- | --- |
| Вратари    | В.Коноваленко («Торпедо»), Б.Зайцев («Динамо»), В.Толмачев (ЦСКА) |
| Защитники  | Э. Иванов, А. Рагулин, В.Кузькин (ЦСКА), В. Давыдов («Динамо»), О. Зайцев (ЦСКА), В. Жидков («Торпедо»), В. Брежнев (ЦСКА), В. Испольнов, А. Макаров («Спартак»), Б. Спиркин («Локомотив») |
| Нападающие | Правые крайние: К.Локтев, Л. Волков (ЦСКА), Е.Майоров («Спартак»), С.Петухов («Динамо»), В.Козин («Локомотив»), А.Стриганов («Динамо»), И.Дмитриев («Крылья Советов») Центральные: В.Старшинов («Спартак»), В.Якушев («Локомотив»), В.Юрзинов («Динамо»), А.Альметов (ЦСКА), Ю.Парамошкин («Электросталь»), В.Стаин («Динамо»), А.Дроздов (ЦСКА) Левые крайние: А.Фирсов, В.Александров (ЦСКА), Б.Майоров («Спартак»), Ю.Волков («Динамо»), В.Ярославцев («Спартак»), В.Цыплаков («Локомотив»), В.Киселёв («Динамо») |

### Факты чемпионата

#### Переходы
- В ЦСКА перешли Анатолий Ионов («Электросталь») и Евгений Мишаков (СКА Калинин).
- В «Спартак» в конце сезона перешёл Виктор Зингер из куйбышевского СКА.

#### Результаты матчей
Самые крупный счёт был зафиксированы в матче ЦСКА c ленинградским СКА – 10-0, «Трактором» и «Электросталью» и «Динамо» с «Электросталью» – 13-3.

Самыми результативными стали матчи «Крыльев Советов» с «Трактором» – 12-6, и с ЦСКА – 4-13. 

Наименее результативными стали матчи «Химик» - «Крылья Советов», «Торпедо» - «Электросталь», «Крылья Советов» - СКА Ленинград и «Электросталь» - СКА Ленинград – 1-0.

#### СКА Калинин
10 ноября, в игре в Челябинске с местным «Трактором», незадолго до конца матча, капитан СКА Седов начал драку, в которой, при попустительстве судей, приняли участие остальные игроки армейцев. На следующий день гости решили «отметить» перенос второго матча из-за оттепели, устроив драку в гостинице «Южный Урал». Федерация хоккея СССР уволила главного тренера и начальника команды Виктора Шувалова, дисквалифицировала и лишила звания мастера спорта пятерых игроков.

4 декабря команда сыграл свой последний матч в высшем дивизионе с ЦСКА. В этот же день состоялось заседание Президиума федерации хоккея СССР, где было решено снять команду с розыгрыша первенства страны. Через три дня Президиум Центрального совета Союза спортивных обществ и организаций СССР утвердил это решение.

Со следующего сезона СКА Калинин стал выступать во второй группе чемпионата СССР.

## Класс «А». Вторая подгруппа
Матчи за 11-21 места прошли с 27 октября по 24 марта. К участию были допущены 9 худших команд прошлогоднего первенства, чемпион РСФСР и киевское «Динамо».

Первую строчку и право выступать в высшем дивизионе завоевал новокузнецкий «Металлург». Свердловский «Спартак», отставая от лидера на 2 очка, имел в запасе 2 матча с киевлянами, для которых эти игры практически не имели турнирной значимости (только смена 17 места на 16). Но проиграв в Киеве первый же матч свердловчане лишились шансов на победу в турнире из-за худших показателей в играх с лидером. 

Новичок первенства пензенский «Дизелист», неудачно провёл турнир, одержав только 2 победы, и, согласно правилам, должен был покинуть класс «А». Но из-за расширения количества участников чемпионата с 22 до 32 команд, оставлен во втором дивизионе.
| М  | Команда                 | 11               | 12               | 13               | 14               | 15              | 16              | 17               | 18              | 19               | 20              | 21               | И  | В  | Н  | П  | Ш       | О  |
| -- | ----------------------- | ---------------- | ---------------- | ---------------- | ---------------- | --------------- | --------------- | ---------------- | --------------- | ---------------- | --------------- | ---------------- | -- | -- | -- | -- | ------- | -- |
| 11 | «Металлург» Новокузнецк | -                | 4:4 3:1 3:1 2:0  | 4:2 1:2 2:4 9:6  | 3:6 10:4 3:6 4:1 | 3:0 4:1 3:5 4:3 | 6:4 6:6 3:2 1:2 | 7:3 6:3 4:3 4:0  | 5:3 5:3 6:3 3:5 | 4:3 6:2 2:5 3:4  | 2:1 3:3 5:1 4:8 | 3:1 8:0 9:2 7:3  | 40 | 27 | 3  | 10 | 174-116 | 57 |
| 12 | «Спартак» Свердловск    | 4:4 1:3 1:3 0:2  | -                | 2:1 1:4 6:2 14:3 | 3:0 3:1 2:4 2:4  | 5:3 2:0 2:4 4:3 | 4:2 2:3 2:4 0:5 | 8:2 4:3 3:2 4:1  | 3:6 2:1 5:5 4:3 | 12:0 7:4 2:0 6:2 | 3:0 9:1 4:0 4:4 | 6:1 4:2 8:1 4:3  | 40 | 26 | 3  | 11 | 162-96  | 55 |
| 13 | СК им. Урицкого Казань  | 2:4 2:1 4:2 6:9  | 1:2 4:1 2:6 3:14 | -                | 3:1 1:1 3:3 10:3 | 5:3 3:4 4:1 3:3 | 2:4 5:1 2:2 4:4 | 6:4 4:2 2:5 2:4  | 1:7 8:3 6:4 5:1 | 4:6 5:1 4:1 5:2  | 4:3 5:0 3:2 1:1 | 7:3 4:4 4:4 4:2  | 40 | 21 | 8  | 11 | 153-125 | 50 |
| 14 | «Сибирь» Новосибирск    | 6:3 4:10 6:3 1:4 | 0:3 1:3 4:2 4:2  | 1:3 1:1 3:3 3:10 | -                | 2:3 4:3 5:2 3:5 | 3:3 2:1 2:2 4:4 | 3:3 4:3 2:6 4:3  | 5:3 6:4 2:4 2:6 | 4:6 1:4 7:4 3:4  | 6:1 1:3 5:0 3:1 | 8:1 6:2 4:3 7:0  | 40 | 19 | 6  | 15 | 142-131 | 44 |
| 15 | «Молот» Пермь           | 0:3 1:4 5:3 3:4  | 3:5 0:2 4:2 3:4  | 3:5 4:3 1:4 3:3  | 3:2 3:4 2:5 5:3  | -               | 1:5 3:3 6:5 4:3 | 1:5 2:2 3:0 3:6  | 7:6 8:4 4:3 2:4 | 6:3 3:7 8:2 3:3  | 6:2 2:2 4:3 3:3 | 2:1 6:2 8:2 5:4  | 40 | 19 | 6  | 15 | 140-136 | 44 |
| 16 | «Динамо» Киев           | 4:6 6:6 2:3 2:1  | 2:4 3:2 4:2 5:0  | 4:2 1:5 2:2 4:4  | 3:3 1:2 2:2 4:4  | 5:1 3:3 5:6 3:4 | -               | 4:2 2:4 6:4 1:5  | 3:2 4:4 4:4 3:3 | 3:3 6:3 1:2 5:2  | 6:1 5:8 1:3 1:3 | 3:2 4:0 4:0 9:1  | 40 | 16 | 11 | 13 | 140-118 | 43 |
| 17 | СКА Куйбышев            | 3:7 3:6 3:4 0:4  | 2:8 3:4 2:3 1:4  | 4:6 2:4 5:2 4:2  | 3:3 3:4 6:2 3:4  | 5:1 2:2 0:3 6:3 | 2:4 4:2 4:6 5:1 | -                | 5:2 2:4 8:5 3:3 | 3:5 3:3 2:0 2:0  | 7:4 6:2 5:4 5:4 | 2:2 9:0 6:3 10:1 | 40 | 18 | 5  | 17 | 153-131 | 41 |
| 18 | «Даугава» Рига          | 3:5 3:5 3:6 5:3  | 6:3 1:2 5:5 3:4  | 7:1 3:8 4:6 1:5  | 3:5 4:6 4:2 6:2  | 6:7 4:8 3:4 4:2 | 2:3 4:4 4:4 3:3 | 2:5 4:2 5:8 3:3  | -               | 2:5 2:2 4:1 3:2  | 2:4 4:4 6:4 5:3 | 5:2 3:5 8:6 9:4  | 40 | 14 | 7  | 19 | 158-163 | 35 |
| 19 | «Аэрофлот» Омск         | 3:4 2:6 5:2 4:3  | 0:12 4:7 0:2 2:6 | 6:4 1:5 1:4 2:5  | 6:4 4:1 4:7 4:3  | 3:6 7:3 2:8 3:3 | 3:3 3:6 2:1 2:5 | 5:3 3:3 0:2 0:2  | 5:2 2:2 1:4 2:3 | -                | 3:3 7:4 3:4 2:3 | 9:0 3:2 1:0 10:2 | 40 | 15 | 5  | 20 | 129-149 | 35 |
| 20 | «Спартак» Ленинград     | 1:2 3:3 1:5 8:4  | 0:3 1:9 0:4 4:4  | 3:4 0:5 2:3 1:1  | 1:6 3:1 0:5 1:3  | 2:3 2:2 3:4 3:3 | 1:6 8:5 3:1 3:1 | 4:7 2:6 4:5 4:5  | 4:2 4:4 4:6 3:5 | 3:3 4:7 4:3 3:2  | -               | 9:2 5:2 2:8 4:2  | 40 | 11 | 7  | 22 | 117-156 | 29 |
| 21 | «Дизелист» Пенза        | 1:3 0:8 2:9 3:7  | 1:6 2:4 1:8 3:4  | 3:7 4:4 4:4 2:4  | 1:8 2:6 3:4 0:7  | 1:2 2:6 2:8 4:5 | 2:3 0:4 0:4 1:9 | 2:2 0:9 3:6 1:10 | 2:5 5:3 6:8 4:9 | 0:9 2:3 0:1 2:10 | 2:9 2:5 8:2 2:4 | -                | 40 | 2  | 3  | 35 | 85-229  | 7  |